# إم إس سي سي سايد
ام اس سي سي سايد (بالإنجليزية: MSC Seaside)‏ هي سفينة سياحية والتي تملكها وتديرها ام اس سي للرحلات البحرية. ودخلت في الخدمة في عام 2017.
يبلغ حجم الحمولة ام اس سي سي سايد 153,516 ح.إ وتضم كبائن للركاب بسعة إجمالية تبلغ 5,119 راكبًا. ويبلغ طاقم السفينة 1,413 من الأفراد. يبلغ طولها 323 مترًا، وعرض 41 مترًا بارتفاع 18 طابقا، وسرعتها القصوى تبلغ 23 عقدة (39,4 كم/ساعة). دعمت السفينة بنظام مولد ديزل-الكهربائي، مع أربعة محركات من المصنع فرتيسلا لقيادة معدات جنرال الكتريك الكهربائية، ومجهزة بتجهيزات للعادم للتعامل مع السخام. يتم الدفع الرئيسي من خلال مروحتين كل منهما يقودها محرك كهربائي بقدرة 20 ميغاوات (27000 حصان)؛ بالإضافة إلى أربعة محركات دفع أمامية وثلاثة في الخلف بقدرة 3.1 ميجاوات (4200 حصان) تسمح بالمناورة عن قرب. 

## نبذة تاريخية
في 22 مايو 2014 ، أعلنت شركة ام اس سي أنها طلبت بناء سفينتين جديدتين من طراز 154,000 GT منفينكانتييري. استند الطلب الجديد على النموذج الأولي لفئة سي سايد، حيث بلغت تكلفة كل سفينة 700 مليون يورو لكل سفينة. في 17 مارس 2015 ، أعلنت ام اس سي أن السفينة الجديدة ستُطلق عليها اسم ام اس سي سي سايد، وسيكون هذا الاسم هو اسم الفئة للسفن الشقيقة ضمن إسطول الشركة. كما أُعلن أنها ستبحر على مدار العام من ميناء ميامي إلى منطقة البحر الكاريبي. بدأ البناء رسميًا باحتفال رسمي في 22 يونيو 2015 في حوض بناء السفن التابع لشركة فينكانتييري في مونفلكوني ، إيطاليا. في 4 مارس 2016 ، تم بداية تجميع الهيكل، حيث تم وضع أول كتلة تزن 550 طنًا من السفينة. تم الاحتفال بحفل العملة المعدنية في 21 أبريل 2016. وتعويم السفينة خارج حوض بناء السفن في 26 نوفمبر 2016. أجرت مجموعتها الأولى من التجارب البحرية لمدة 72 ساعة في أواخر أغسطس 2017 قبل الانتهاء من تجهيزها النهائي.  